# Carl Christian Clauswitz
Carl Christian Clauswitz (auch Clausewitz; * 20. Dezember 1734; † 29. Mai 1795 in Kopenhagen) war ein deutsch-dänischer Beamter, der dem Hainbund in Göttingen angehörte.
Clauswitz, Sohn des Theologieprofessors Benedikt Gottlieb Clauswitz aus Halle, war ab 1756 Hofmeister der Grafen Stolberg, die er für die antike und die zeitgenössische deutsche Literatur interessierte. Als Graf Friedrich Leopold zu Stolberg-Stolberg und sein Bruder Graf Christian zu Stolberg-Stolberg in Göttingen studierten, wurde er mit ihnen am 19. Dezember 1772 als Mitglied in dem wenige Monate vorher gegründeten Hainbund aufgenommen. Er verließ Göttingen schon Ende 1773 und wurde Sekretär im Auswärtigen Amt zu Kopenhagen, 1774 Kanzleirat. 1780 schied er aus und wurde 1781 Amtsverwalter in Segeberg und Justizrat. Ab 1784 war er wieder beim Auswärtigen Amt in Kopenhagen tätig, 1790 als Etatsrat.
| Personendaten    | Personendaten              |
| ---------------- | -------------------------- |
| NAME             | Clauswitz, Carl Christian  |
| ALTERNATIVNAMEN  | Clausewitz, Carl Christian |
| KURZBESCHREIBUNG | deutsch-dänischer Beamter  |
| GEBURTSDATUM     | 20. Dezember 1734          |
| STERBEDATUM      | 29. Mai 1795               |
| STERBEORT        | Kopenhagen                 |